# Tiridates d'Ibèria
Tiridates o Tirdat I d'Ibèria (en georgià თრდატი, llatí Tiridates) fou un rei d'Ibèria de la dinastia Cosròida, que va regnar de vers el 393 o 394 al 406.
Segons les cròniques georgianes, Trdat o Tirdat va regnar 12 anys. Era fill de Rev II d'Ibèria i de Salomé, filla del rei d'Armènia Tiridates III el Gran (de vegades anomenat Tiridates IV el Gran); el seu nom fou triat en honor del seu avi matern.
Rev II fou rei associat a Ibèria pel seu pare Mirian III, però va morir poc abans que aquest darrer i aleshores Trdat o Tiridates o bé era massa jove o per qüestions polítiques o per dret, la corona corresponia al seu germà Saurmag II (Sauromaces) que va regnar de vers el 361 al 370 com a cap del partit pro-romà, en lluita contra el seu oncle pro-sassànida Varaz Bakur I (nascut d'una segona esposa de Mirian III), i després del 370 al 378 com a diarca de la part occidental d'Ibèria sota influència romana. Tiridates es va casar amb la filla de Varaz Bakur II (rei de vers el 380 al 394) i a la seva mort va accedir al tron, quan ja devia ser gran. El rei difunt deixava tres fills, dos dels quals (Mitridates i Tiridates) eren els seus propis nets per via de la mare, i deixava també un fill d'un matrimoni irregular, Pharsman (que era el més gran dels tres) i que fou criat per l'eristavi de Samchvilde.
La Crònica georgiana li dona un regnat de dotze anys i indica que «fou un rei pietós que va saber calmar els perses, als quals pagava tribut ». A la seva mort el va succeir Pharsman IV d'Ibèria, el fill de Varaz Bakur II.